# Malaysia
La Malaysia (IPA: /maˈlaizja, malaˈizja/; in cinese: 馬來西亞T, 马来西亚S; in tamil மலேசியா, Malēciyā; in italiano talvolta anche Malaisia) è uno Stato federale dell'Asia sud-orientale.
Il Paese è comunemente indicato in italiano anche con la sineddoche Malesia o più raramente come Grande Malesia. Affacciato quasi completamente sul Mar Cinese Meridionale, tributario dell'Oceano Pacifico, si compone geograficamente di una parte continentale, che occupa l'estremità sud-orientale della penisola malese o di Malacca, ed è amministrativamente corrispondente a gran parte degli stati federati dell'unione, tra i quali Johor, Negeri Sembilan, Selangor, Putrajaya e la capitale Kuala Lumpur; e una insulare, situata nella regione settentrionale del Borneo che include gli Stati federati di Sarawak, Sabah e Labuan, isola quest'ultima al largo delle coste del Brunei.
Nella sua parte continentale la Malaysia confina a nord con la Thailandia, mentre in quella sul Borneo confina a sud con l'Indonesia.
Nel territorio della Malaysia è completamente ricompreso quello del sultanato di Brunei.
All'estremità meridionale della Malacca, inoltre, si trova la città-Stato di Singapore che non ha alcun confine di terra con la Malaysia, ma è a questa collegata tramite un ponte.
Indipendente dal Regno Unito dal 31 agosto 1957, la Malaysia è una monarchia costituzionale elettiva; all'inizio del XXI secolo è una media potenza regionale il cui PIL è il decimo dell'Asia e il ventinovesimo del mondo è inoltre al quarto posto tra i Paesi di recente industrializzazione.
La sua popolazione è di circa 34 milioni e mezzo di abitanti su una superficie di circa 330000 km² senza di fatto acque interne. La religione di Stato è l'islam, praticato da poco meno dei due terzi della popolazione; circa un quinto della popolazione si dichiara buddhista, un decimo cristiano; un'altra religione sopra il 5% è l'induismo.

## Storia
Nella penisola malese, punto di passaggio obbligato dei commerci terrestri tra il golfo del Bengala, quello del Siam e il Mar Cinese Meridionale, nel II secolo, si costituirono i primi regni indigeni. Solo nel XV secolo, con la fondazione del porto di Malacca e con la penetrazione portoghese, iniziò lo sviluppo economico della Malesia che a partire dal 1511 cadde sotto il dominio prima dei Portoghesi (i quali desideravano avere una base commerciale in Oriente) e poi, nel 1641, degli Olandesi passando nel 1795 sotto quello britannico. Tra il XVII e il XVIII secolo il forte esercito del sultanato di Sambas assoggettò gli altri imperi vicini e conquistò numerosi Stati minori.
Con il trattato di Londra la Malesia venne assegnata alla Gran Bretagna, mentre Malacca, prima dominio portoghese, passò agli olandesi che poi la cedettero ai britannici in cambio di alcuni possedimenti sulla costa occidentale di Sumatra. Nel 1802 l'Olanda si impossessò del potente sultanato di Sambas. Nel 1846 l'isola di Labuan fu ceduta dal sultano del Brunei, Omar Ali Saifuddin II, all'Impero Britannico, ma come colonia a sé e sotto il governo di Rajah James Brooke, signore di Sarawak, che sottrasse al sultanato molti dei suoi territori. La perdita è ricordata nel più importante poema malese moderno: Syair Rakis del Raja Pengiran Indera Mahkota o Shahbandar.
Nel 1867 Malacca e Singapore entrarono a far parte della colonia britannica degli Stabilimenti dello Stretto. Nel 1888 Sarawak e il Brunei divennero protettorati britannici. Nel 1891 furono fissati i confini ufficiali tra i protettorati inglesi e olandesi. Nel 1909 il Regno Unito ottenne dalla Thailandia la protezione degli Stati di Kedah, Kelantan, Perlis e Terengganu che poi riunì nei Confederate Malay States (Confederazione degli stati malesi).
Durante la seconda guerra mondiale, in cui si combatté la Campagna della Malesia, il Paese venne in gran parte conquistato dai Giapponesi (1942). Nel dopoguerra la propaganda antibritannica e l'acceso spirito nazionalista e indipendentista portarono alla costituzione dell'Unione malese (1946) e la Federazione della Malesia nel 1948. Nel 1957 venne proclamata l'indipendenza della Federazione della Malesia, (di cui fu primo ministro Tunku Abdul Rahman, fondatore nazionale della Malaysia), che, ampliatasi ancora nel 1963 con l'unione di Singapore, Sarawak, Sabah si costituì nell'attuale federazione, dalla quale Singapore fu però obbligato ad andarsene nel 1965.

## Geografia

### Morfologia
La Malesia Occidentale, che si estende sull'estremità meridionale della penisola di Malacca, è bagnata a ovest dalle acque dello stretto di Malacca e a est dal mar Cinese Meridionale, e confina a nord con la Thailandia e a sud con Singapore; la Malesia Orientale, che occupa il settore settentrionale dell'isola di Borneo, confina a sud con l'Indonesia e a nord con il Brunei. Il settore malese della penisola di Malacca presenta un'ossatura centrale costituita da formazioni montuose e tabulari discontinue, allungate nella direzione da nord-ovest a sud-est, che si collegano alla catena indocinese e hanno la loro origine nel corrugamento himalayano.
L'altitudine media varia dai 1000 ai 2000 metri; la vetta più alta si trova a nord, dove il Gunung Tahan raggiunge i 2190 metri. Vaste pianure sedimentarie fiancheggiano il sistema a ovest e a sud, mentre a est i rilievi arrivano spesso alla costa e frammentano una fascia pianeggiante ridotta nel settore settentrionale. I fiumi sono numerosi e molto ricchi di acque sui due versanti della catena: i più importanti sono il Kelantan, il Pahang, il Belum e il Muar.
Le coste sono in genere basse e uniformi, talvolta sabbiose e paludose e fronteggiate da una serie di isole, isolotti e banchi corallini.
Il territorio della Malesia Orientale si affaccia a ovest sul mar Cinese (Mar del Vietnam), a nord-est sul Mare di Sulu e a est sul Mare di Celebes. Il suo confine con la parte indonesiana dell'isola è segnato dalle alte cime delle catene montuose dei Kapuas Hulu, degli Iran e dei Penambo.

### Idrografia
Non mancano i corsi d'acqua: ricordiamo il Rajang e il Kinabatangan. Le coste sono prevalentemente basse e sabbiose lungo il settore occidentale, per diventare più alte e frastagliate in quello nord-orientale.

### Clima
Il clima malese è di tipo equatoriale, con temperature elevate, debolissima escursione termica annuale (mentre giornaliera 7 gradi di norma nell'intero paese considerando le immense foreste equatoriali schermanti la poderosa intensità solare) e precipitazioni abbondanti. L'influsso monsonico non è molto accentuato, ma comunque provoca un aumento delle piogge sulla costa est da novembre a febbraio, mentre sulla costa ovest solo il mese di agosto è molto piovoso con intensi e prolungati rovesci. La pioggia tende a cadere nel tardo pomeriggio e di sera, spesso in maniera violenta, con la formazione di temporali.
La temperatura media annuale in tutto il paese (tra le minime: 24,5 °C, e le massime: 31,5 °C) tendenzialmente non è inferiore ai 28 °C (sino a 100 m sul livello del mare) e le precipitazioni, salvo casi eccezionali, non scendono in nessun luogo su tutta la superficie del paese al di sotto dei 2000 mm annui. L'umidità relativa annuale non è di norma inferiore all'80% (fino all'85% per le zone maggiormente piovose e/o palustri) rimanendo relativamente costante durante il giorno e la notte, 95% max - 65% min. A causa dell'elevata umidità che non favorisce un'ottimale traspirazione dell'organismo, le temperature percepite dalla pelle umana nelle ore centrali del dì non di rado possono giungere, per una durata di qualche ora, a 41-42 o 43 °C (ma in casi eccezionali quasi sempre nelle metropoli o comunque in ambiente cittadino, si hanno temperature percepite sino a 48-49 o 50 °C, per poche ore) rendendo il clima totalmente sconsigliabile per intraprendere esplorazioni o gite, in cui spesso è necessario movimento prolungato il quale affaticherebbe l'organismo nel mantenere tale la percezione epidermica di oltre 40 °C, favorendo invece un effettivo graduale aumento della temperatura interna corporea reale.

## Popolazione
Densità: 88 abitanti per km²

### Demografia

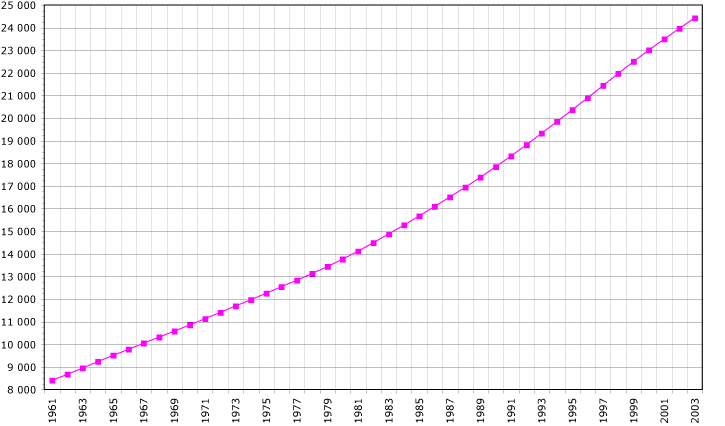

Il grafico qui riportato mostra l'evoluzione demografica della Malesia dal 1961 al 2003. Come si vede, la popolazione malese è in continua crescita. Il numero di abitanti sull'asse delle ordinate è in migliaia; nel 2012 la popolazione malese contava 29.179.950 abitanti.

### Etnie
La Malaysia è un miscuglio di etnie e di culture. La popolazione è formata principalmente da malesi (50,1%), cinesi (22,6%), Orang Asli (11,8%), indiani tamil (6,7%) e altre etnie minoritarie (8,8%). I malesi, islamizzati qualche secolo fa, sono oggi i soli ad avere pieni diritti politici e civili. I cinesi, che rappresentano circa un quarto della popolazione totale, sono concentrati nei maggiori centri urbani e spiccano nelle attività commerciali.
I Semang, che abitano al nord, sono cacciatori e raccoglitori e si distinguono per i capelli crespi. I Sakai, con caratteristiche fisiche simili agli altri (statura pigmoide) si distinguono per i capelli ondulati e sono i più numerosi. Infine a sud-ovest della Malacca abitano gli Jakudn dai capelli lisci. Nel Sarawak, il gruppo più numeroso è quello dei Dayak, un tempo considerati tagliatori di teste. Di più recente immigrazione sono i gruppi pakistani, bengalesi (del Bangladesh) e nepalesi, che svolgono mansioni prevalentemente artigiane e manuali.
Questo vero e proprio "melting pot" comporta un gran numero di feste e manifestazioni religiose (Hari Raya musulmano, Deepavali e Thaipusam induista, capodanno cinese, Natale cristiano), nonché una miriade di specialità culinarie e artigianali, ma anche tensioni etniche mai sopite e spesso strumentalizzate dalla politica.

### Religione
Le religioni professate in Malaysia sono: l'islam (63,7%), il buddismo (17,7%), il cristianesimo (9,4%), l'induismo (6%), il confucianesimo, il taoismo e la religione tradizionale cinese. La religione di Stato è l'islam.

### Lingue
La lingua ufficiale è il malese, che è una lingua austronesiana. Tra le altre lingue parlate ci sono il cinese, il cantonese, l'hokkien, il tamil e la lingua iban del Borneo settentrionale. L'inglese è diffuso e parlato soprattutto nei centri urbani.

## Ordinamento dello Stato

### Suddivisioni amministrative
La Malaysia è divisa in 13 stati federati (Negeri), di cui 9 monarchie e 4 repubbliche, e 3 territori federali (Wilayah Persekutuan).
Gli stati federali sono (tra parentesi le capitali): Johor (Johor Bahru), Kedah (Alor Setar), Kelantan (Kota Bharu), Malacca (Malacca), Negeri Sembilan (Seremban), Pahang (Kuantan), Perak (Ipoh), Perlis (Kangar), Penang (George Town), Selangor (Shah Alam), Terengganu (Kuala Terengganu), Sabah (Kota Kinabalu), Sarawak (Kuching).
I territori federali sono: Territorio federale di Kuala Lumpur (Kuala Lumpur), Territorio federale di Putrajaya (Putrajaya), Territorio federale di Labuan (Victoria).
Nove Stati sono governati da un Sovrano (chiamato Sultano, Raja o Yang di-Pertuan Besar), coadiuvato da un Primo Ministro (Menteri Besar) che detiene il potere esecutivo. I regnanti di Johor, Kedah, Kelantan, Pahang, Perak, Selangor e Terengganu hanno il titolo di Sultani. Il regnante di Negeri Sembilan ha il titolo di Yang di-pertuan Besar. Perlis è l'unico Stato dove il sovrano ha il titolo di Raja.

### Istituzioni

#### Ordinamento scolastico

SMK Sura, Scuola secondaria a Dungun in Malaysia

Foto di gruppo che ritrae studenti di una scuola malese e il loro insegnante.

In Malaysia l'istruzione non è obbligatoria ed è gratuita dai 6 ai 19 anni di età. Il primo ciclo di studi dura sei anni e l'insegnamento viene impartito nelle quattro lingue principali del paese (malaysiano, cinese, tamil, iban), con l'inglese come seconda lingua obbligatoria. I corsi di istruzione primaria sono frequentati da circa il 90% dei bambini, mentre nella scuola secondaria il tasso di abbandono scolastico è elevato. Nel 2000 il tasso di alfabetizzazione della popolazione adulta era dell'88,7%.

#### Università
Oltre all'Università Nazionale della Malaysia situata a Bangi, fondata nel 1970, esistono altri atenei: l'Università tecnologica di Malaysia a Kuala Lumpur (1925); l'Università dell'agricoltura a Serdang (1971); l'Università delle scienze a George Town (1969); l'University of Malaya (1962), la più antica del Paese; l'Università internazionale islamica a Petaling Jaya (1983) e l'Università settentrionale della Malaysia ad Alor Setar (1984).

#### Sistema sanitario
La Malaysia ha un sistema diffuso di assistenza sanitaria. Esso implementa un sistema sanitario universale, che coesiste con il sistema sanitario privato. La speranza di vita alla nascita nel 2005 era di 74,04 anni.
La sanità in Malaysia è divisa in pubblica e privata. La Società malese attribuisce importanza per l'espansione e lo sviluppo dei servizi sanitari, mettendo l'8% del budget statale per lo sviluppo nella sanità pubblica con un incremento di oltre il 47 % rispetto al dato precedente.
Con una popolazione in aumento e l'invecchiamento, il governo intende migliorare la sanità in molte aree, ed è partita la ristrutturazione degli ospedali esistenti, la costruzione e l'allestimento di nuovi ospedali, l'espansione del numero di poliambulatori, e il miglioramento della formazione e l'espansione della telemedicina. Negli ultimi due anni il governo ha aumentato gli sforzi per revisionare i sistemi e attrarre maggiori investimenti esteri.
C'è ancora tuttavia, una notevole carenza nella forza lavoro medica, in particolare di personale altamente specializzato; le cure mediche e il trattamento sono disponibili solo nelle grandi città. Recenti sforzi per portare molte strutture per altre città sono stati ostacolati dalla mancanza di competenze necessarie per far funzionare le attrezzature disponibili.
La maggior parte degli ospedali privati si trovano in aree urbane e, a differenza di molti ospedali pubblici, sono dotati delle più moderne attrezzature diagnostiche e di imaging.
Il governo comunque ha riposto molta attenzione al settore e ha anche cercato di promuovere la Malesia come destinazione di assistenza sanitaria regionale e internazionale.

#### Forze armate

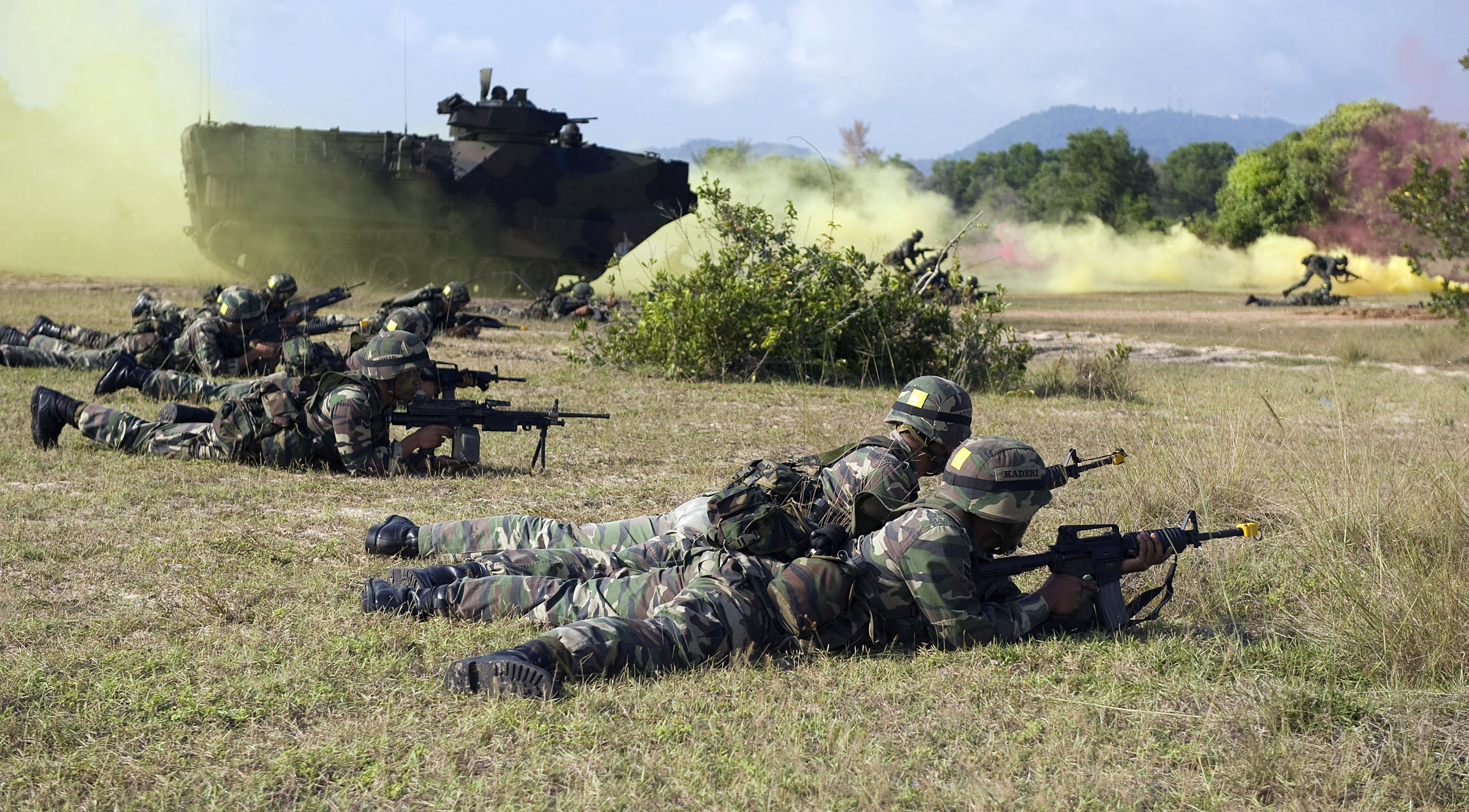
Soldati dell'esercito malese

Le Forze Armate malesi sono tre: Royal Malaysian Navy (marina), Malaysian Army (esercito) e Royal Malaysian Air Force (aeronautica). L'età richiesta per il servizio militare volontario è di 18 anni. Per la difesa lo Stato spende il 2,03% del PIL del Paese, e impiega il 1,9% della forza lavoro della Malesia. Attualmente la Malaysia sta attuando un importante programma per espandere e modernizzare tutti e tre i rami delle sue forze armate.

## Politica

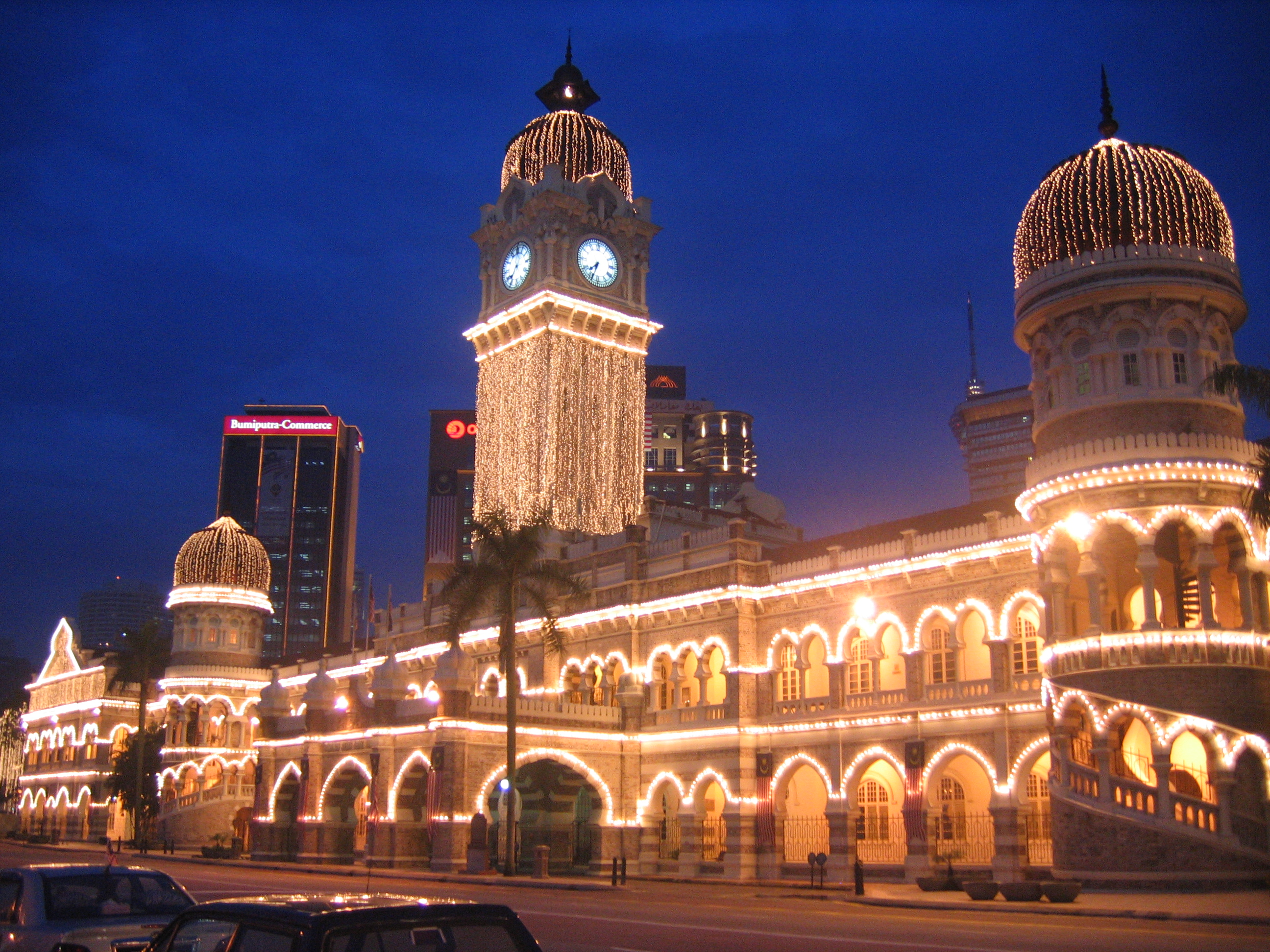
Il palazzo Sultan Abdul Samad, illuminato per le celebrazioni della festa nazionale

La Malaysia, Stato federale chiamato anche Federazione della Grande Malesia, si costituì nel 1963, riunendo gli 11 stati della Federazione della Malesia (indipendente dal 1957), il Sabah, il Sarawak e Singapore (che fu obbligato a lasciare la federazione nel 1965). Il paese comprende oggi tredici stati, oltre a tre territori federali, creati con emendamenti alla Costituzione nel 1974 (Kuala Lumpur), nel 1984 (Labuan) e nel 2001 (Putrajaya).
Dal punto di vista istituzionale la Malesia è una monarchia costituzionale elettiva. Più precisamente si tratta di una federazione di monarchie costituzionali il cui Capo Supremo dello Stato, in malaysiano Yang di-Pertuan Agong, viene eletto tra i sovrani ereditari di nove dei tredici stati che compongono la Federazione. Il suo mandato dura cinque anni; egli detiene il potere esecutivo e il potere legislativo, che vengono esercitati insieme al governo e al Parlamento. È compito del Re scegliere il primo ministro che sarà il leader del maggior partito della Camera dei rappresentanti. Ogni azione destinata a modificare i confini del paese, o a estendere alla Federazione la legge islamica, deve essere sottoposta all'approvazione della Conferenza dei Regnanti formata dai nove sovrani ereditari e i quattro capi di Stato elettivi.
Il Parlamento è composto da due Camere: la Camera dei rappresentanti (Dewan Rakyat, 219 membri) e il Senato (Dewan Negara, 69 membri). La Camera dei rappresentanti è il principale organo legislativo; il Senato ha solo il potere di sospendere la legislatura. I senatori vengono nominati con un mandato di sei anni dal Re della Federazione e dai Parlamenti dei singoli stati. La Costituzione federale della Malaysia risale al 27 agosto 1957. È in vigore la pena di morte.
Ogni stato è dotato di organi esecutivi propri (Gabinetto ministeriale e Consiglio dei ministri) e di un organismo legislativo unicamerale, la cui composizione può variare. I membri del Parlamento degli stati vengono tutti eletti a suffragio diretto con un mandato di cinque anni (tranne quelli del Sabah).
A livello locale l'amministrazione è affidata alle singole municipalità e ai consigli comunali.
Il posto di Yang di-Pertuan Agong è ricoperto da Ibrahim Iskandar di Johor dal 2024, succeduto ad Abdullah di Pahang. Il Capo del Governo è il primo ministro Anwar Ibrahim, in carica dal 24 novembre 2022.

### Leader degli Stati e dei Territori federali
Legenda: per ogni Stato o Territorio federale la prima persona esercita la funzione di Capo di Stato mentre la seconda di Capo del Governo.
| Stato o Territorio Federale | Incarico                               | Nome                                  | In carica dal     |
| --------------------------- | -------------------------------------- | ------------------------------------- | ----------------- |
| Johor                       | Sultano                                | Ibrahim Ismail                        | 23 gennaio 2010   |
| Johor                       | Menteri Besar                          | Sahruddin Jamal                       | 14 aprile 2019    |
| Kedah                       | Sultano                                | Sallehuddin                           | 12 settembre 2017 |
| Kedah                       | Menteri Besar                          | Mukhriz Mahathir                      | 11 maggio 2018    |
| Kelantan                    | Sultano                                | Muhammad V                            | 13 settembre 2010 |
| Kelantan                    | Menteri Besar                          | Ahmad Yaakob                          | 6 maggio 2013     |
| Kuala Lumpur                | Ministro dei Territori Federali        | Khalid Abdul Samad                    | 2 luglio 2018     |
| Kuala Lumpur                | Sindaco                                | Mhd Amin Nordin Abdul Aziz            | 18 luglio 2015    |
| Labuan                      | Ministro dei Territori Federali        | Khalid Abdul Samad                    | 2 luglio 2018     |
| Labuan                      | CEO della Labuan Corporation           | Mohd Nazri Osman                      | 2 aprile 2003     |
| Malacca                     | Yang di-Pertua Negeri                  | Mohd Khalil Yaakob                    | 4 gennaio 2004    |
| Malacca                     | Ministro Capo                          | Adly Zahari                           | 11 maggio 2018    |
| Negeri Sembilan             | Yang di-Pertuan Besar                  | Muhriz Munawir                        | 29 dicembre 2008  |
| Negeri Sembilan             | Menteri Besar                          | Aminuddin Harun                       | 12 maggio         |
| Pahang                      | Sultano                                | Abdullah                              | 15 gennaio 2019   |
| Pahang                      | Menteri Besar                          | Wan Rosdy Wan Ismail                  | 15 maggio 2018    |
| Penang                      | Yang di-Pertua Negeri                  | Abdul Rahman Abbas                    | 1º maggio 2001    |
| Penang                      | Ministro Capo                          | Chow Kon Yeow                         | 14 maggio 2018    |
| Perak                       | Sultano                                | Nazrin Shah                           | 29 maggio 2014    |
| Perak                       | Menteri Besar                          | Ahmad Faizal Azumu                    | 12 maggio 2018    |
| Perlis                      | Rajà                                   | Syed Sirajuddin                       | 17 aprile 2000    |
| Perlis                      | Menteri Besar                          | Azlan Man                             | 7 maggio 2013     |
| Putrajaya                   | Ministro dei Territori Federali        | Khalid Abdul Samad                    | 2 luglio 2018     |
| Putrajaya                   | Presidente della Putrajaya Corporation | Haji Hasim Haji Ismail                | 9 maggio 2018     |
| Sabah                       | Yang di-Pertua Negeri                  | Juhar Mahiruddin                      | 1º gennaio 2011   |
| Sabah                       | Ministro Capo                          | Shafie Apdal                          | 12 maggio 2018    |
| Sarawak                     | Yang di-Pertua Negeri                  | Abdul Taib Mahmud                     | 1º marzo 2014     |
| Sarawak                     | Ministro Capo                          | Abang Abdul Rahman Zohari Abang Openg | 13 gennaio 2017   |
| Selangor                    | Sultano                                | Sharafuddin Shah                      | 22 novembre 2001  |
| Selangor                    | Menteri Besar                          | Amirudin Shari                        | 19 giugno 2018    |
| Terengganu                  | Sultano                                | Mizan Zainal Abidin                   | 15 maggio 1998    |
| Terengganu                  | Menteri Besar                          | Ahmad Samsuri Mokhtar                 | 10 maggio 2018    |

### Politica estera
Membro fondatore dell'Associazione delle Nazioni del Sudest Asiatico (ASEAN) e dell'Organizzazione della Cooperazione Islamica (OIC) il paese partecipa a molte organizzazioni internazionali come le Nazioni Unite; Kuala Lumpur è stata la sede del primo vertice dell'Asia orientale nel 2005.
La politica estera della Malesia si basa ufficialmente sul principio della neutralità e il mantenere relazioni pacifiche con tutti i paesi, indipendentemente dal loro sistema politico. Il governo attribuisce un'elevata priorità alla sicurezza e alla stabilità del sud-est asiatico e cerca di sviluppare le relazioni con gli altri paesi della regione.

## Economia

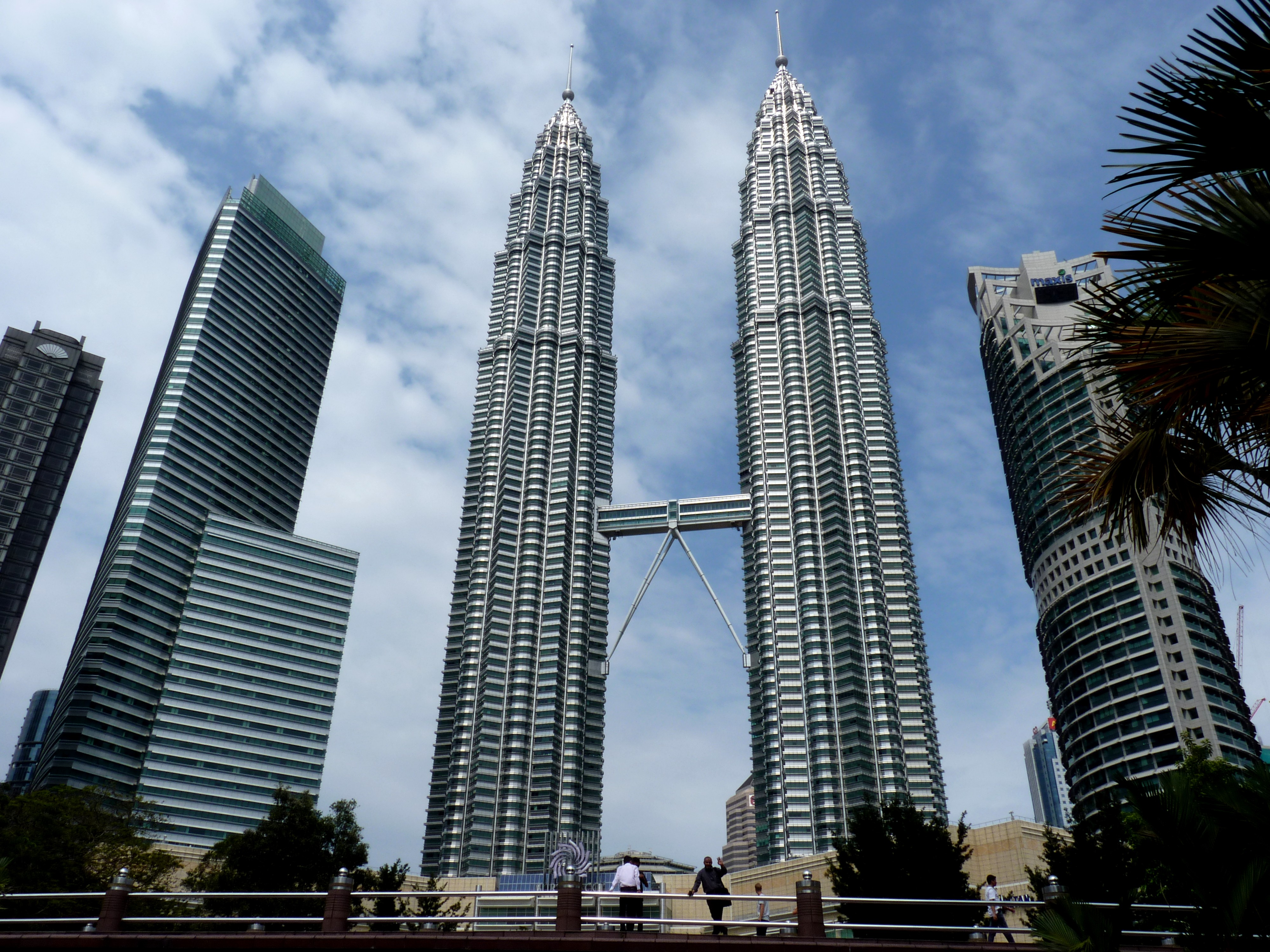
Petronas Twin Towers a Kuala Lumpur

Negli ultimi trent'anni la Malesia ha conosciuto un fortissimo sviluppo economico, trasformandosi da paese in via di sviluppo ad uno dei paesi più ricchi del sud-est asiatico, non più dipendente soltanto dalla produzione ed esportazione di materie prime. Con la Nuova politica economica (NPE), la Malesia è divenuta leader mondiale nella produzione di componenti elettronici e primo paese del Sud-Est asiatico per l'assemblaggio e l'esportazione di autoveicoli.
Il paese è uno dei più sviluppati del pianeta con il PIL al 29º posto tra quelli mondiali, mentre è al 59º posto per PIL pro capite.
Anche i settori dei servizi, del turismo e della finanza hanno tratto notevoli vantaggi.
Ma, nonostante la NPE abbia reso possibili grandi sviluppi, rimane sempre la questione della disuguaglianza nella distribuzione della ricchezza, e molti contadini della Malesia peninsulare, così come gli indigeni di Sabah e Sarawak, dipendono ancora da un'agricoltura di sussistenza. Per risolvere questo grave problema sono stati presi provvedimenti dalla NPE, i cui obiettivi sono la crescita economica, lo sradicamento della povertà e, soprattutto, la trasformazione della Malesia in una nazione altamente industrializzata entro il 2020.
L'economia della Malesia vanta due primati mondiali assoluti e ben consolidati: quello della produzione di caucciù, il cui volume annuo si avvicina alla metà del volume complessivo mondiale, e quello della produzione di stagno, anch'esso quasi la metà del totale mondiale. Nel 2011 c'era una forza lavoro di 11.910.000 occupati, mentre il tasso di disoccupazione era del 3,1; l'economia malese dal 1999 al 2011 ha avuto tassi di crescita alti in media del 5%, e il prodotto interno lordo ha avuto una crescita vertiginosa.

### Settore primario

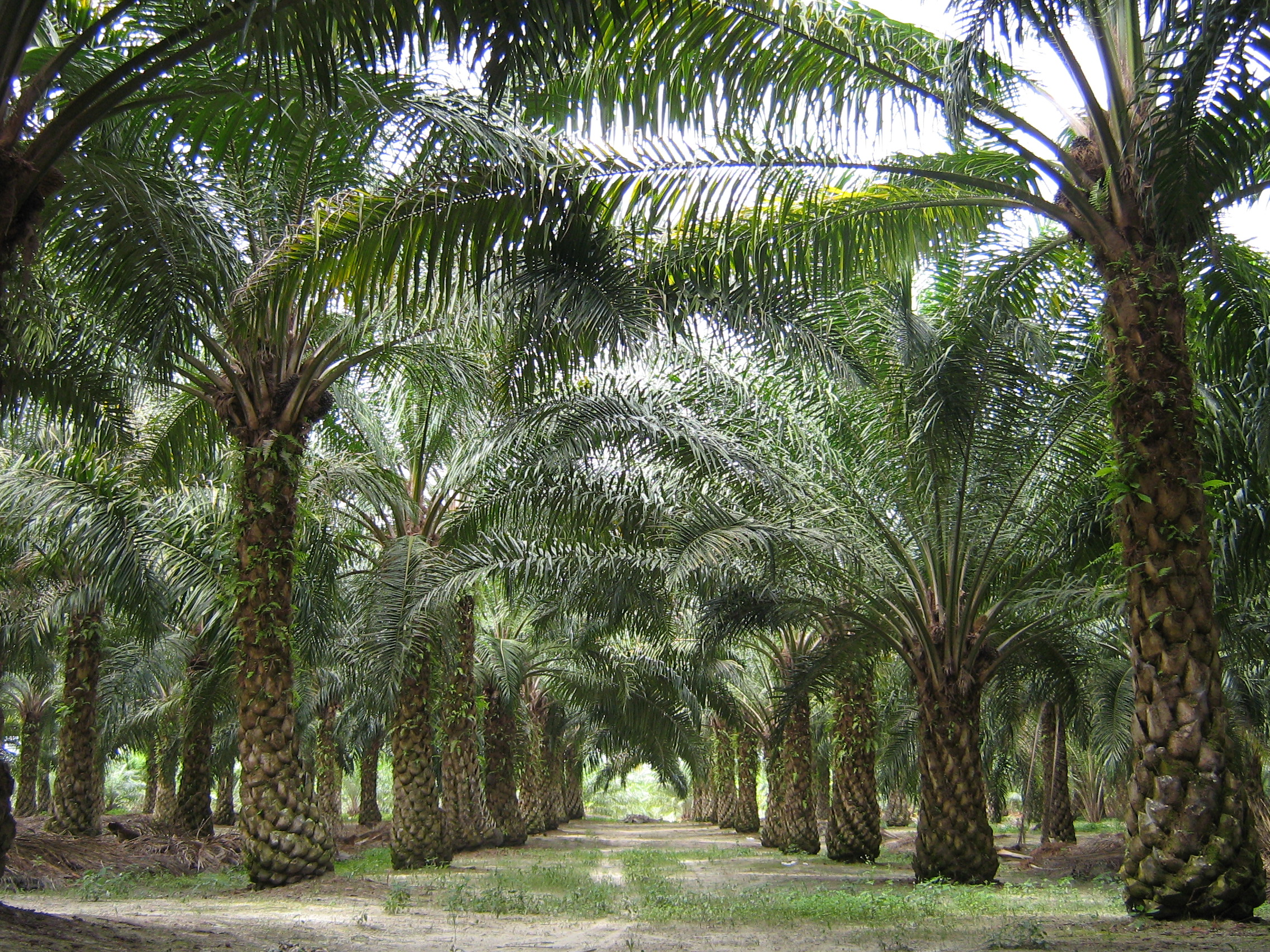
Palme da olio in Malesia

Tra le attività più produttive oltre al caucciù ricordiamo le colture, del riso, seguono poi la manioca, il mais, le patate e le patate dolci, i frutti tropicali, soprattutto l'ananas, caffè, cacao, arachidi, palme da cocco, palme da olio, pepe e altre spezie.
Lo sfruttamento dei boschi riguarda soprattutto l'albero del caucciù, ma anche il legname; la pesca, molto attiva in tutta la Malesia, costituisce sia un ricco apporto proteico per la dieta locale, sia una voce non trascurabile delle esportazioni. Modesto è invece l'allevamento, che si basa principalmente sul bestiame suino.

### Settore secondario
La Malesia è leader nella produzione di stagno, anch'esso quasi la metà del totale mondiale. I principali giacimenti di stagno si trovano nel Perak, nel Johor, nel Pahangh e presso Kuala Lumpur. Altre risorse minerarie sono i minerali di ferro, oro, bauxite, manganese, carbone, fosfati e l'antimonio (nel Sarawak), e tungsteno. Importanti anche i giacimenti di gas naturale e petrolio che hanno consentito al paese l'autosufficienza energetica; per quanto riguarda l'industria sono sviluppati settori come quello agroalimentare, tessile, chimico, edile, elettronico, dell'attività cantieristica e delle produzioni meccaniche.

### Settore terziario

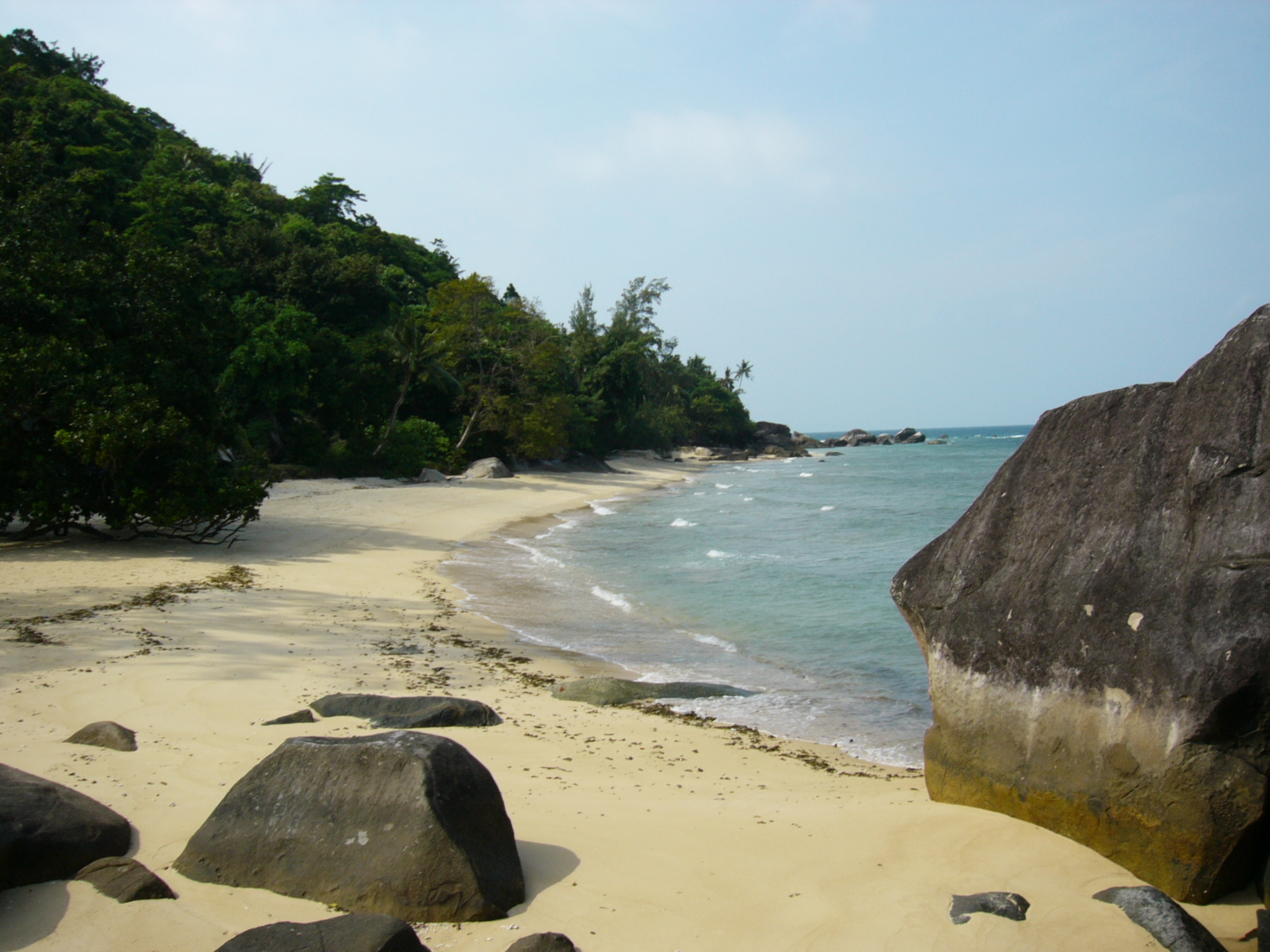
Spiaggia di Pulau Tioman

Nei primi anni del XXI secolo è il settore terziario quello che fa da traino all'economia malese; in primis il turismo, infatti la Malesia è uno dei paesi più visitati del mondo; nel 2011 il paese asiatico figurava al nono posto mondiale per arrivi di turisti internazionali con 24,7 milioni di persone posizionandosi davanti al Messico, e subito dopo la Germania; la Malesia offre paesaggi, isole, spiagge e mare pressoché incontaminati, flora e fauna rarissime e parchi naturali, ma non mancano i servizi con numerosi alberghi, campi da golf, centri commerciali; per quanto riguarda il turismo storico e culturale in Malesia ci sono tre dei più importanti musei che espongono interessanti collezioni etnografiche e archeologiche regionali (il Museo nazionale della Malesia a Kuala Lumpur, il Museo Sabah a Kota Kinabalu e il Museo Sarawak di Kuching). Testimonianze rilevanti della storia sociale e culturale del paese si trovano nella Biblioteca nazionale e nell'Archivio nazionale di Kuala Lumpur.
Anche le telecomunicazioni hanno avuto un grande sviluppo, le linee telefoniche al 2009 erano 4.573.000, mentre i cellulari 34.456.000; infine internet conta nel 2009, 15.355.000 utenti.
Importante anche il sistema bancario con numerose banche commerciali, istituti di credito e assicurazione e di altra natura supervisionate dalla Banca centrale (Bank Negara Malaysia); per quanto riguarda il settore finanziario, la moneta malese è il ringgit malaysiano (in passato chiamato dollaro della Malesia), suddiviso in cento sen. La Bank Negara Malaysia è la banca di stato, la sola autorizzata a emettere moneta e Kuala Lumpur è una piazza finanziaria con sede di Borsa valori; per quanto riguarda il commercio, alla base delle importazioni in Malesia vi sono: macchinari in genere e mezzi di trasporto, materie prime di base, generi alimentari e bevande, combustibile e prodotti chimici. Mentre un notevole cambiamento hanno avuto negli ultimi anni le esportazioni, che hanno visto i macchinari, i mezzi di trasporto e i prodotti industriali (caucciù, stagno, combustibili), togliere il posto alle materie prime. Ai tradizionali partner commerciali, Giappone, Singapore, Stati Uniti, Gran Bretagna e Corea del Sud, negli ultimi anni si è aggiunta anche la Cina.

### Comunicazioni

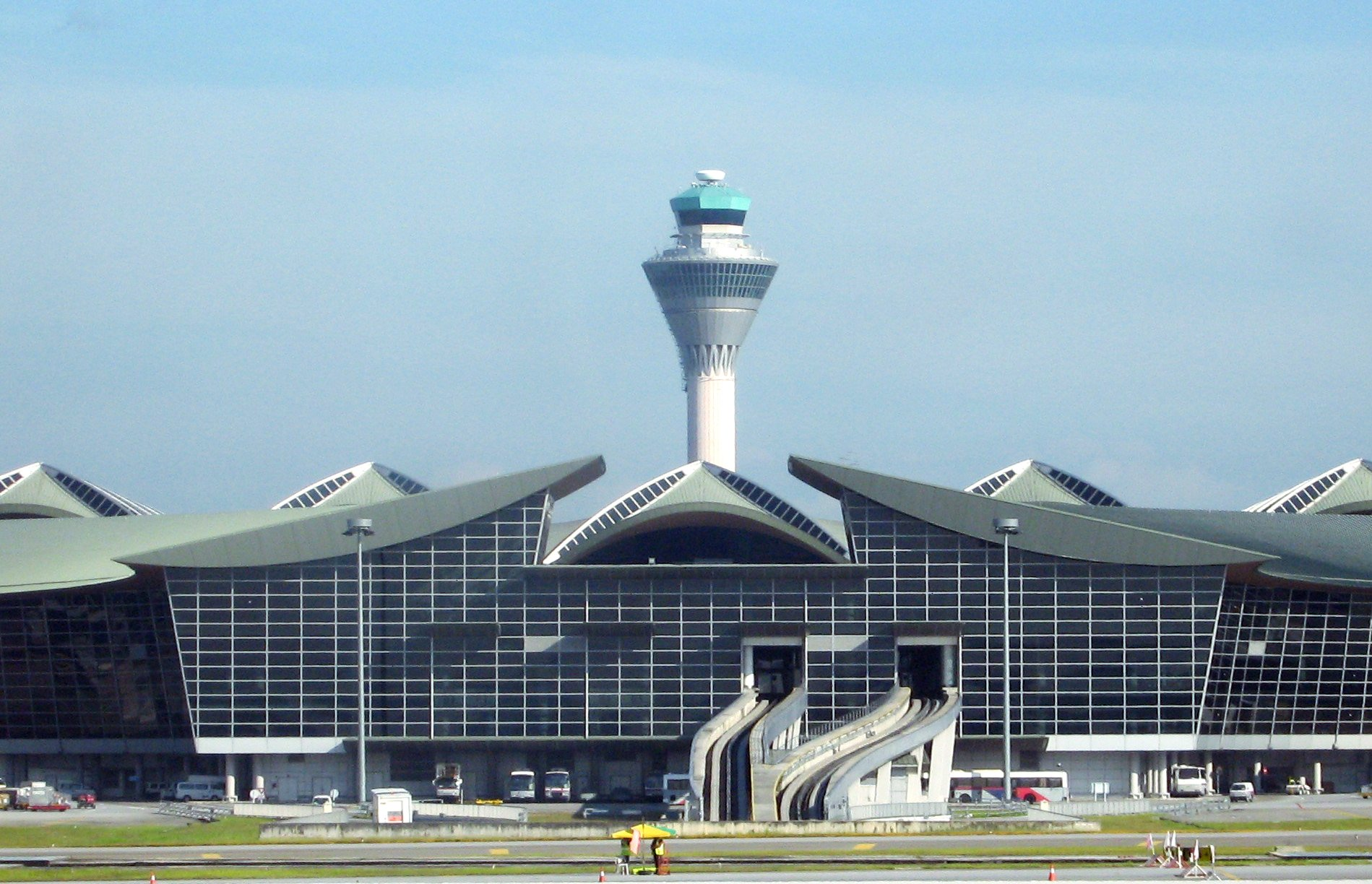
Aeroporto di Kuala Lumpur

Anche a causa dell'aspetto geografico del paese, la rete dei trasporti via terra non è uniformemente sviluppata: le comunicazioni stradali e ferroviarie della Malesia Peninsulare hanno una buona estensione, mentre nel Sabah e nel Sarawak la presenza di aspri rilievi nelle regioni interne ne impediscono lo sviluppo e i trasporti avvengono soprattutto attraverso la rete fluviale e quella aerea.
I collegamenti aerei sono garantiti dalla compagnia di bandiera, Malaysia Airlines (MH) e dalla low-cost malese AirAsia. Il network fa perno sull'avveniristico aeroporto di Kuala Lumpur (KLIA - Kuala Lumpur International Airport, situato nell'area di Sepang). Inaugurato alla fine degli anni novanta è uno degli aeroporti più moderni e tecnologicamente avanzati del mondo.
La rete stradale si estende per 98.721 km (2004); la rete ferroviaria, gestita dallo Stato, si snoda per 1.849 km; gli aeroporti sono quattro e sono tutti internazionali: tra questi il più importante è l'aeroporto Subang a Kuala Lumpur. I porti del paese sono molto attivi: il più importante è quello di Klang (privatizzato all'inizio degli anni novanta), seguito da quelli di George Town, Johor Bahru, Kuantan (sulla penisola), Kota Kinabalu (Sabah) e Kuching (Sarawak).

## Ambiente

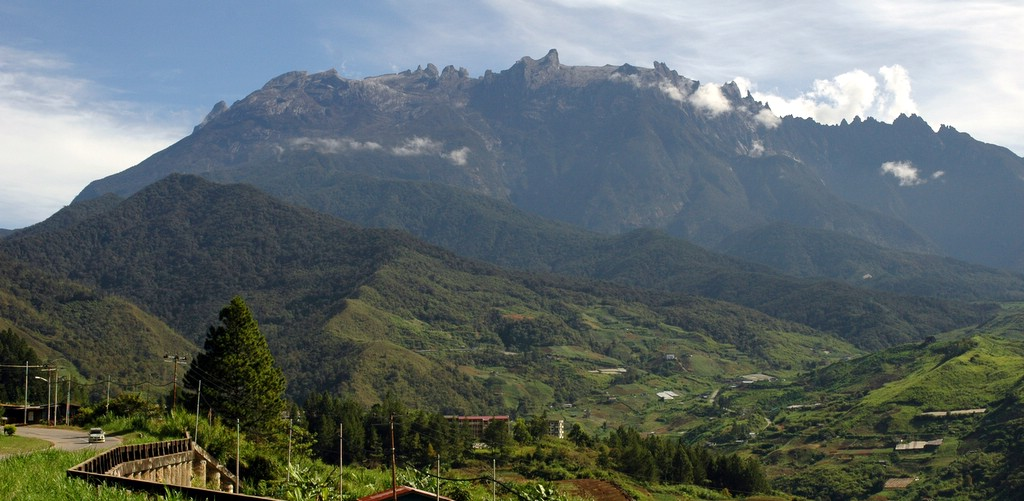
Parco di Kinabalu

La fauna caratteristica della Malesia Occidentale comprende tigri, rinoceronti, elefanti, bufali, orsi, coccodrilli, tartarughe, serpenti, aquile, fagiani, uccelli acquatici e le salangane. Nella Malesia Orientale vivono invece gli oranghi, i gibboni, i tapiri, le tigri reali, le pantere, gli orsi malesi, le viverre i cinghiali, i tucani, e le salangane. Innumerevoli sono le specie di insetti, così come la fauna ittica è ricca di specie e di individui.
Non vi sono tigri nella Malesia orientale, nel contempo vi è l'elefante del Borneo.
Il manto vegetale originale, costituito prevalentemente dalla foresta equatoriale ricopre la maggior parte della superficie territoriale: oltre alle formazioni caratteristiche di liane, la pianta floreale Brownlowia velutina, il sandalo, il teak, l'albero della cannella, l'ebano, il bambù, l'albero della canfora e l'albero della gomma. Su tutto il territorio sono diffusi i palmizi (coltura intensiva della palma da olio). Lungo le coste le mangrovie.
Tra i parchi naturali troviamo:
- Parco di Kinabalu
- Parco nazionale di Gunung Mulu
- Parco nazionale di Taman Negara
- Parco nazionale di Niah

## Cultura

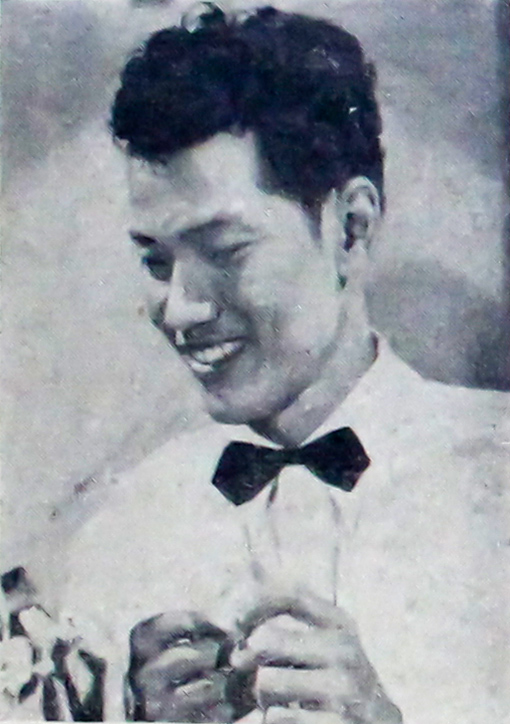
La superstar malese P. Ramlee (1929—1973)

### Produzione letteraria
Una produzione letteraria malese nel XX secolo si afferma con gli scrittori Abdullah bin Abdul Kadir, tra i più importanti esponenti della letteratura malese moderna, Usman Awang, poeta, e la scrittrice Chong Yee-Voon. Nel XXI secolo con Tash Aw.

### Musica
Per quanto riguarda il contesto musicale cantautrice e produttrice discografica è la pluripremiata Siti Nurhaliza.

### Danza
Una tipica danza malese viene chiamata zapin.

### Cinema

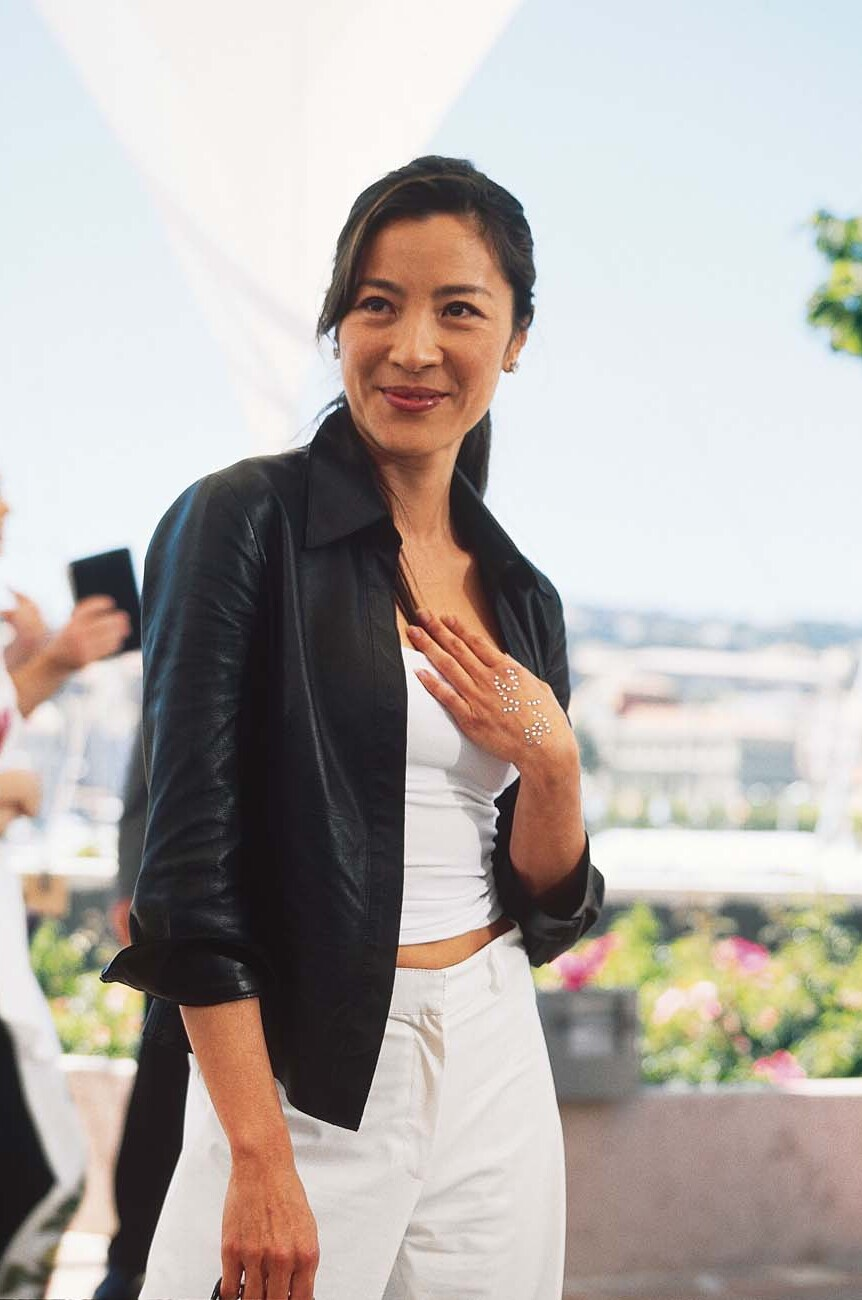
Michelle Yeoh, al Festival di Cannes, nel 2000.

In ambito cinematografico spiccano i nomi, in particolare, di Michelle Yeoh, che ha avuto diversi riconoscimenti internazionali, tra cui il Premio Oscar 2023, come Migliore attrice per Everything Everywhere All at Once, e ancora James Wan, autore di numerosi film horror, Chiu Keng Guan, autore del film pluripremiato Ola Bola (2016) e Adrian Teh.

### Patrimoni dell'umanità
La Malaysia possiede alcuni siti inseriti nella Lista dei patrimoni dell'umanità dell'UNESCO.

### Scienza e tecnologia
In campo medico da ricordare la figura di Wu Lien-teh, che si occupò della peste in Manciuria del 1910-1911 e a cui dobbiamo la diffusione per la prima volta dell'uso della mascherina per combattere un'epidemia.

#### La Malaysia nello spazio
Il 13 gennaio 1996 viene lanciato MEASAT-1, il primo satellite malesiano.
Il 10 ottobre 2007 Sheikh Muszaphar Shukor diviene il primo malese ad andare nello spazio.

## Gastronomia
La cucina malese rispecchia la società multiculturale della Nazione e spesso, almeno la cucina tradizionale, riflette la cucina indonesiana.
Il nasi lemak, preparato con riso, è il piatto più popolare della gastronomia malese.
Un tipico cibo tradizionale originario della Malaysia è il lemang.

## Sport

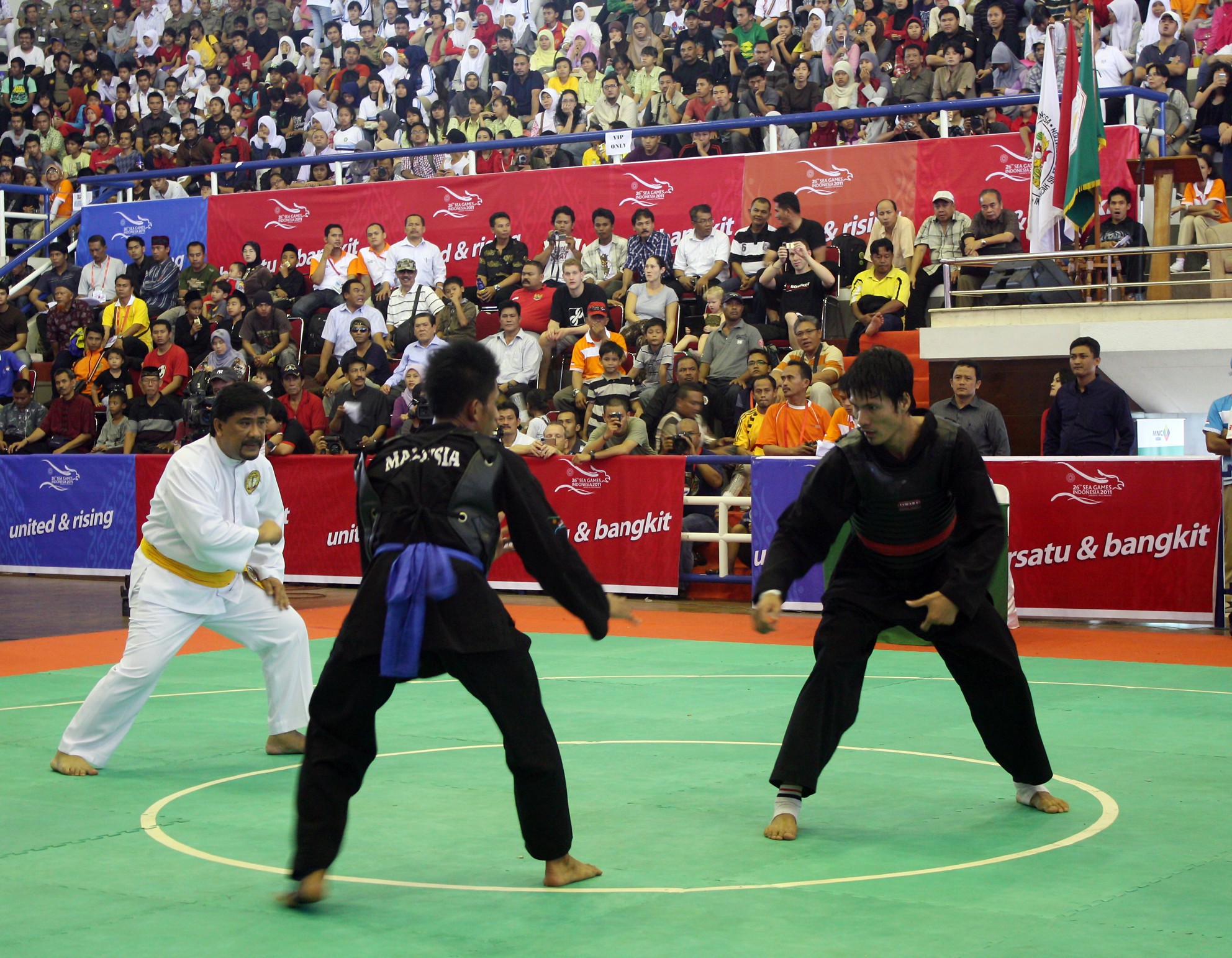
Silat

In Malesia gli sport più popolari sono il badminton, l'automobilismo, il motociclismo, l'hockey su prato ma sono praticate anche le arti marziali: il Silat Melayu arte marziale creata dal popolo per difendersi dall'invasione di altri popoli e anche il Tomoi che è un'arte marziale molto simile alla Muay Thai thailandese. Abbastanza praticato è anche il calcio con la nazionale di calcio che partecipò alle Olimpiadi di Monaco di Baviera: fra i calciatori malesi spicca Mokhtar Dahari.

### Squash
La Malaysia ha fatto registrare ottimi risultati nella disciplina Squash: la malese Nicol David è stata due volte campionessa del mondo in questa disciplina, nel 2005 e nel 2006.

### Calcio
La nazionale di calcio della Malaysia (soprannominata Harimau Malaya) rappresenta la Malesia a livello internazionale. La squadra nazionale ha conquistato il primo importante titolo di calcio internazionale del paese quando è diventata campione dell'AFF Suzuki Cup 2010. La nazionale di calcio della Malesia under 23 ha vinto una medaglia d'oro nei Giochi del sud-est asiatico 2009 e 2011. La nazionale della Malesia si è qualificata per la Coppa d'Asia nel 1976, 1980 e 2007 AFC Asian Cup, tuttavia, non è mai stata in grado di superare la fase successiva. Nella classifica mondiale FIFA, la posizione più alta della Malesia era nella prima versione dei dati, nell'agosto 1993, al 75º posto. È classificato 153º nel mondo e 31° in Asia (al 18 febbraio 2021). La nazionale di calcio femminile della Malesia è classificata all'88º posto nel mondo e al 17º posto in Asia nella classifica mondiale femminile FIFA (al 19 dicembre 2014).
Tuttavia non ha ottenuto grandi successi internazionali, la nazionale maschile non è mai riuscita a qualificarsi per un'edizione della Coppa del mondo.
La nazionale disputa le partite allo stadio Bukit Jalil National Stadium con sede nella città di kuala Lumpur, lo stadio ha una capienza di 87.411 posti.

### Giochi olimpici e paralimpici
La Malaysia ai Giochi olimpici ha finora vinto 13 medaglie.
Prima medaglia olimpica per la Malaysia è stata la medaglia di bronzo nel badminton, vinta da Razif Sidek e Jalani Sidek, a Barcellona 1992.
Mohamad Ridzuan Puzi vinse la prima medaglia d'oro per la Malaysia ai Giochi paralimpici di Rio 2016.

### Rugby a 15
La disciplina è governata nel Paese dalla Malaysia Rugby Union, federazione cofondatrice, nel 1968, dell'Asian Rugby Football Union, oggi Asia Rugby, organismo di controllo del rugby continentale; dal 1988 la federazione malaysiana è anche membro di World Rugby.
La nazionale maschile a 15 partecipa al campionato asiatico di rugby fin dalla sua istituzione nel 1969 e vanta come miglior piazzamento due terzi posti nel 2018 e 2019; in ambito femminile la federazione non ha una selezione a 15, ma una a sette che partecipa, a livello continentale, all'Asia Sevens Series.

## Festività nazionale
- 31 agosto: Hari Merdeka: Giorno dell'indipendenza dal Regno Unito, nel 1957 (come Federazione della Malesia)

### Altre ricorrenze nazionali
- 16 settembre: Giorno della istituzione della Federazione della Malaysia, nel 1963